# Aragóniai Beatrix magyar királyné
Aragóniai Beatrix (olaszul: Beatrice d'Aragona; Nápoly, Nápolyi Királyság, 1457. november 16. – Nápoly, Nápolyi Királyság, 1508. szeptember 23.), Magyarország és Csehország kétszeres királynéja először Hunyadi Mátyás hitveseként 1476 decembere és 1490 áprilisa között, majd II. Ulászló feleségeként 1490 októberétől 1500 áprilisában felbontott házasságáig.
A szőke hajú és a korabeli leírások alapján kifejezetten műveltnek és szépnek tartott Beatrix 1457-ben született a Nápolyi Királyságban, ő volt I. Ferdinánd nápolyi király fiatalabbik leánya. Származása révén Nápolyi Beatrix néven is ismeretes. 1474-ben kezdődtek meg Hunyadi Mátyással kötendő frigyének előkészületei: szeptemberben megtörtént eljegyzése, majd két évvel később házasságkötésére is sor került előbb képviselők útján 1476 szeptemberében Nápolyban, majd ténylegesen azon év december 22-én Budán. Tíz nappal korábban, 1476. december 12-én magyar királynévá koronázása is lezajlott a székesfehérvári Nagyboldogasszony-bazilikában. Mátyás ekkor már több mint tíz éve özvegy volt, első felesége, Podjebrád Katalin születendő gyermekük születését követően hunyt el 1464-ben.
Mátyással való kapcsolata a beszámolók szerint harmonikus volt: a korkülönbség (esküvőjükkor a király harminchárom, míg Beatrix tizenkilenc éves volt) és az elrendezett politikai házasságuk ellenére szerették egymást. A királyné a kezdetektől befolyást gyakorolt férjére, ambíciói révén a magyar politika alakulásának meghatározó alakjává vált. Itáliai mintára átszervezte a magyar udvari etikettet, kapcsolatai révén jött az országba Antonio Bonfini és Pietro Ranzano is, szervezésében pedig a korabeli Közép-Európa reneszánsz szellemi központja vált a visegrádi királyi palotából.
Annak ellenére, hogy Beatrixnek jelentős szerepe volt a magyar humanizmus születésében, az egyik legnépszerűtlenebb magyar királynéként tartják számon. Ennek legfőbb okai férjére gyakorolt befolyása, amit hataloméhségként tekintettek, valamint az a tény, hogy feltehetően meddősége miatt nem tudott gyermeket szülni. Mátyás halálát követően központi szerepe volt a trónviszályok alakulásában is: kezdetben magának akarta megszerezni a hatalmat, majd felismervén népszerűtlenségét, Jagelló Ulászlót támogatta Mátyás törvénytelen fia, Corvin János helyett az ország élére. 1490 októberében Ulászló titokban feleségül vette, ám a szertartást szándékosan több ponton is formai hibák kísérték, így hatalma megszilárdulását követően Ulászló 1500 áprilisában elvált tőle. A kijátszott Beatrix királyné visszatért szülőhazájába, testvére, a nem sokkal később lemondatott IV. Frigyes nápolyi király udvarába. Itt hunyt el 1508. szeptember 23-án, és itt temették el a San Pietro Martire-templomban.

## Életrajza

### Családja, származása

Az ifjú Aragóniai Beatrix korabeli márványmellszobra (1475 körül, Frick-gyűjtemény)

Aragóniai Beatrix 1457. november 16-án született Nápolyban. Apja nem sokkal születését követően, 1458-ban foglalta el a Nápolyi Királyság trónját I. Ferdinánd néven. A Trastámara-ház Beatrix nagyapja, Nagylelkű Alfonz révén hódítota meg Dél-Itáliát 1442-ben, a család tagjai addig az Aragóniai Királyság uralkodóit adták. A nápolyi hercegnő sokad-felmenői között az Árpád-ház is megtalálható, révén, hogy II. András magyar király leánya, Jolán még 1235-ben házasodott össze Hódító Jakabbal, az aragóniai dinasztia egyik ősével.
Beatrix édesanyja Tarantói Izabella, a normann eredetű itáliai Chiaromontei család sarja, Copertino grófjának egyik leánya volt.
Ferdinándnak és Izabellának összesen öt felnőttkort megért gyermeke született, négy fiú és két leány, közülük az ötödik gyermek és a másodszülött leány volt Beatrix. Később két fivéréből is nápolyi király lett: előbb Alfonz nevű testvére követte apjukat a trónon 1494-ben, majd egy évvel később lemondott a trónról fia, Ferdinánd javára. Az fiú váratlan halála után Beatrix másik bátyjából, Frigyesből lett az ország új királya.
| V. Alfonz aragóniai király    | V. Alfonz aragóniai király |                                         |                                         | Giraldona Carlino | Giraldona Carlino |  |  | Trisztán, Copertino grófja | Trisztán, Copertino grófja |                               |                               | Tarantói Katalin | Tarantói Katalin |
|                               |                            |                                         |                                         |                   |                   |  |  |                            |                            |                               |                               |                  |                  |
|                               |                            |                                         |                                         |                   |                   |  |  |                            |                            |                               |                               |                  |                  |
|                               |                            | I. Ferdinánd nápolyi király (1423–1494) | I. Ferdinánd nápolyi király (1423–1494) |                   |                   |  |  |                            |                            | Tarantói Izabella (1424–1465) | Tarantói Izabella (1424–1465) |                  |                  |
|                               |                            |                                         |                                         |                   |                   |  |  |                            |                            |                               |                               |                  |                  |
|                               |                            |                                         |                                         |                   |                   |  |  |                            |                            |                               |                               |                  |                  |
|                               |                            |                                         |                                         |                   |                   |  |  |                            |                            |                               |                               |                  |                  |
| Aragóniai Beatrix (1457–1508) |                            |                                         |                                         |                   |                   |  |  |                            |                            |                               |                               |                  |                  |

## Állítólagos korai szerelmi viszonya
Beatrix életének nápolyi szakaszáról fennmaradt egy olasz nyelvű történet. A szerző és cím nélküli elbeszéléseket összegyűjtő kötet „Különböző tragikus és szerelmi esetek, melyek Nápolyban és nápolyiakkal máshol történtek” címen forgott a korabeli Itália könyvtáraiban. A mű szerzőjét nem ismerjük, vélhetően egy későbbi összeállításról van szó, amelyet a botránykrónika jellege miatt álnéven publikáltak.
A gyűjteményben található Beatrixról szóló rövid életrajz a későbbi királyné korai és késői nápolyi éveiről szól, magyarországi tartózkodását csak szűkszavúan ecseteli. Ennek alapján Beatrix szerelemre lobbant egy Ramiro Villaracuta nevű ember iránt. A férfit végül Beatrix ágyában, lanthúrral megfojtva találták meg. A forrás szerint az esetre 1475-ben került sor, amikor Beatrix már Mátyás jegyese volt. Beatrix életrajzírója, Berzeviczy Albert megemlítette a forrást, ám nem adott neki hitelt. Maga az eredeti forrás is úgy nyilatkozik, hogy mást nem tudott a királyné léhaságairól megtudni. A későbbi magyar királyné „bűnlajstroma” a rokonaihoz képest rövid.
Kutatók az itt olvasható híradásokat nem tekintik sem irodalmi szempontból értékes szövegnek, sem történetileg megbízható forrásnak. Nincsen más adatunk arra, hogy Beatrix valaha is viszonyt folytatott volna a házassága előtt.

## Mátyás második királynéja

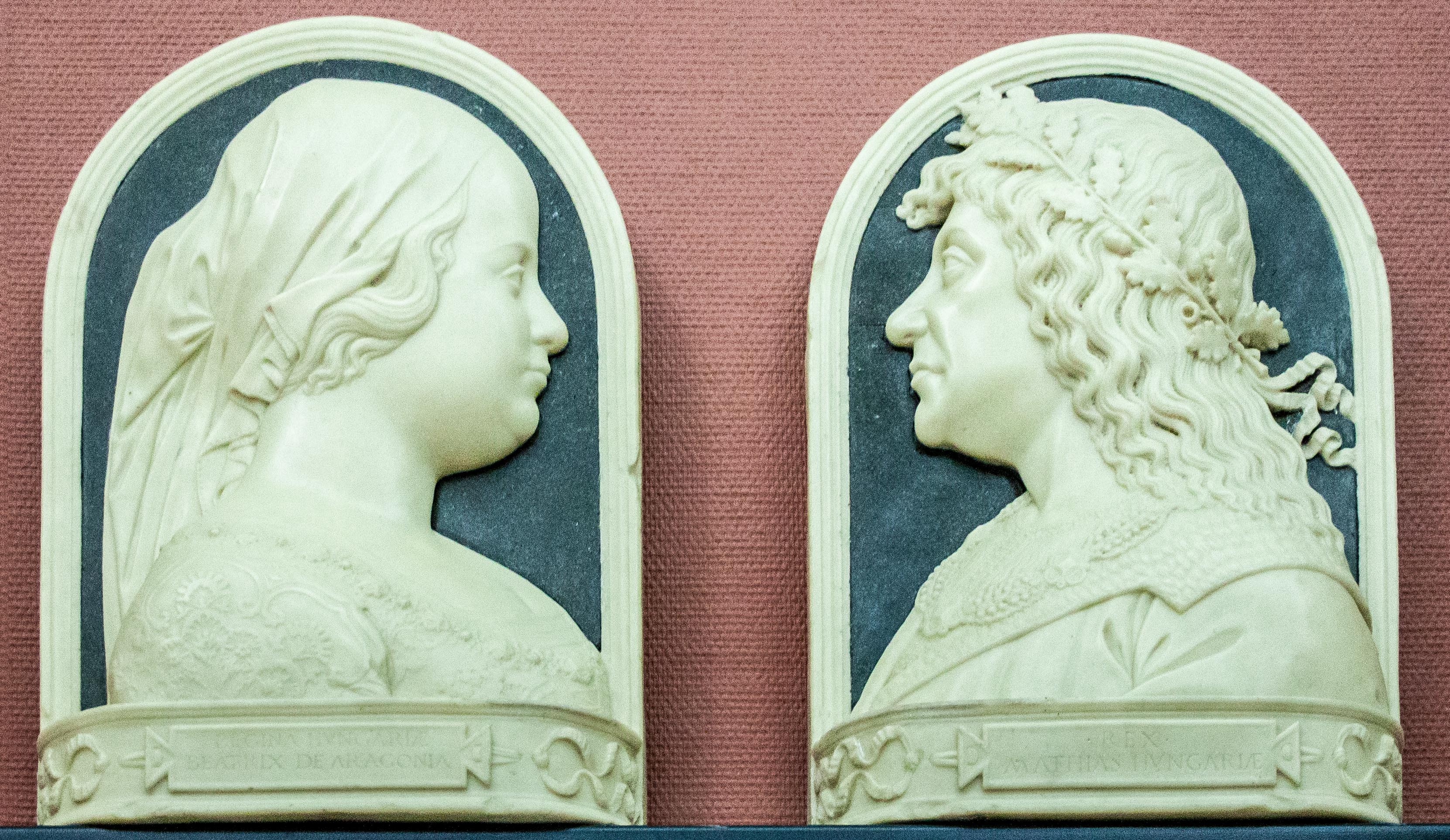
Beatrix és Hunyadi Mátyás

1474-ben alsólendvai Bánffy Miklós vezette azt a küldöttséget, amely Nápolyba utazott Beatrix leendő királynéért. 1474. szeptember 5-én jegyezte el a 14 évvel idősebb Mátyás, aki akkor már tíz éve özvegy volt. Ferdinánd nápolyi király leányát Beatrixot, Hunyadi Mátyás király aráját, leendő napája özvegy Hunyadi Jánosné 20 előkelő hölggyel várta Pettauban, hová az Nápolyból alsólendvai Bánffy Miklós fedező kísérete alatt megérkezett. Pettauból a még akkor fennállt római út Mura-Szent-Mártonon át egyenesen vezetett Alsólendvára és Bánffy Miklósnak intézkedése folytán alsólendvai várában 1476 november 25-én megérkezvén, a királyi arát és a királyi édes anyját Bánffy Miklós neje a szépségéről híres sagani Margit hercegné fogadta. A házasságot képviselő útján Nápolyban 1476. szeptember 15-én, majd Budán 1476. december 22-én kötötték meg.
Mátyást elbűvölte fiatal és intelligens felesége, kimutathatóan gyakran tartózkodtak egy helyen, a fennmaradt források szerint pedig boldog házaséletet éltek, Beatrix rendszeresen elkísérte a férjét a hadjáratokra, vagy külföldi tárgyalásokra. A királynéi birtokok ugyanakkor Szilágyi Erzsébet kezén maradtak, Beatrix azokat csak anyósa halála után kaphatta meg, akkor is csak részben, mert javai elsősorban Corvin Jánosra szálltak. Vélhetően ez is oka lehetett az anyósával és a mostohafiával való hűvösebb viszonynak.
Beatrix az első ismert magyarországi sakkozónő, valószínűleg Itáliában tanult meg sakkozni. 1479-ben Mátyás és Ulászló Olmützben folyó tárgyalásai alatt több partit is játszott Ulászlóval:

„A király tisztelgés kedvéért az úton átsétálva naponta barátilag fölkereste a szemben tanyázó Ulászlót, átvezette a királyi lakba, betessékelte a belső szobába, és Beatrix jelenlétében családiasan, kedélyesen eltársalgott vele; néha megkérte, hogy sakkozzon a királynéval…”

Mátyásra nagy befolyást gyakorolt, különösen a fényes udvartartás kiépítésében, a humanisták támogatásában volt nagy szerepe. Diomede Caraffa, Roberto Caracciolo, Antonio Bonfini művét Beatrixnak ajánlotta, Pietro Ransanót pedig Beatrix szólította fel a magyarok történetének megírására. Bonfini ugyanakkor felrótta Beatrixnak azt is, hogy újításaival eltávolította férjét az alattvalóitól.
Beatrix megtanult magyarul. Iacobus Philippus Bergmensis (Giacopo Filippino Foresti da Bergamo) De plurimis claris selectisque mulieribus című munkáját Aragóniai Beatrixnak ajánlotta, a királynéról pedig megjegyezte, hogy akár németül, akár magyarul szóltak hozzá, ő mindig az adott nyelven válaszolt.

## Mátyás halálában játszott szerepe
Mátyás 1490. április 6-án halt meg, Bécsben. Már a kortársak körében is felröppentek a hírek, hogy esetleg mérgezés áldozata lett, bár Beatrix érintettsége csak néhány héttel később, Itáliában merült fel. A király haláláról Bonfini tudósított, a leírás alapján Korányi Frigyes 1890-ben agyvérzést, egy évszázaddal később, 1982-ben azonban egy Herwig Egert nevű osztrák orvos mérgezést diagnosztizált. Beatrix utóbb kiváló bűnbaknak bizonyult, mivel gyorsan elveszítette a befolyását, a családja pedig Nápolyt, így a történetírás Mátyás halálától kezdve ellenségesen viszonyult hozzá, a király hibáit a királynénak tulajdonítva. Antonio Bonfini A magyar történelem tizedeiben több alkalommal szólt keserű szavakkal a királynéról, az őt követő történetírók pedig még sötétebb színekkel festették le Beatrix jellemét.
Több könyv is született Mátyás meggyilkolásának témájában. A Beatrix bűnrészességét valló szerzők időnként a források rendkívül szabados kezelésétől sem riadtak vissza.
Arra azonban, hogy Beatrix ölte volna meg Mátyás királyt, nincs semmilyen bizonyíték. Éppen ellenkezőleg, a Magyar Királyság jogszokásai miatt vagyonának és hatalmának valamennyi forrása a férjétől eredt, így Beatrixnak elemi érdeke volt, hogy Mátyás minél tovább életben maradjon.

## Mátyás halála után

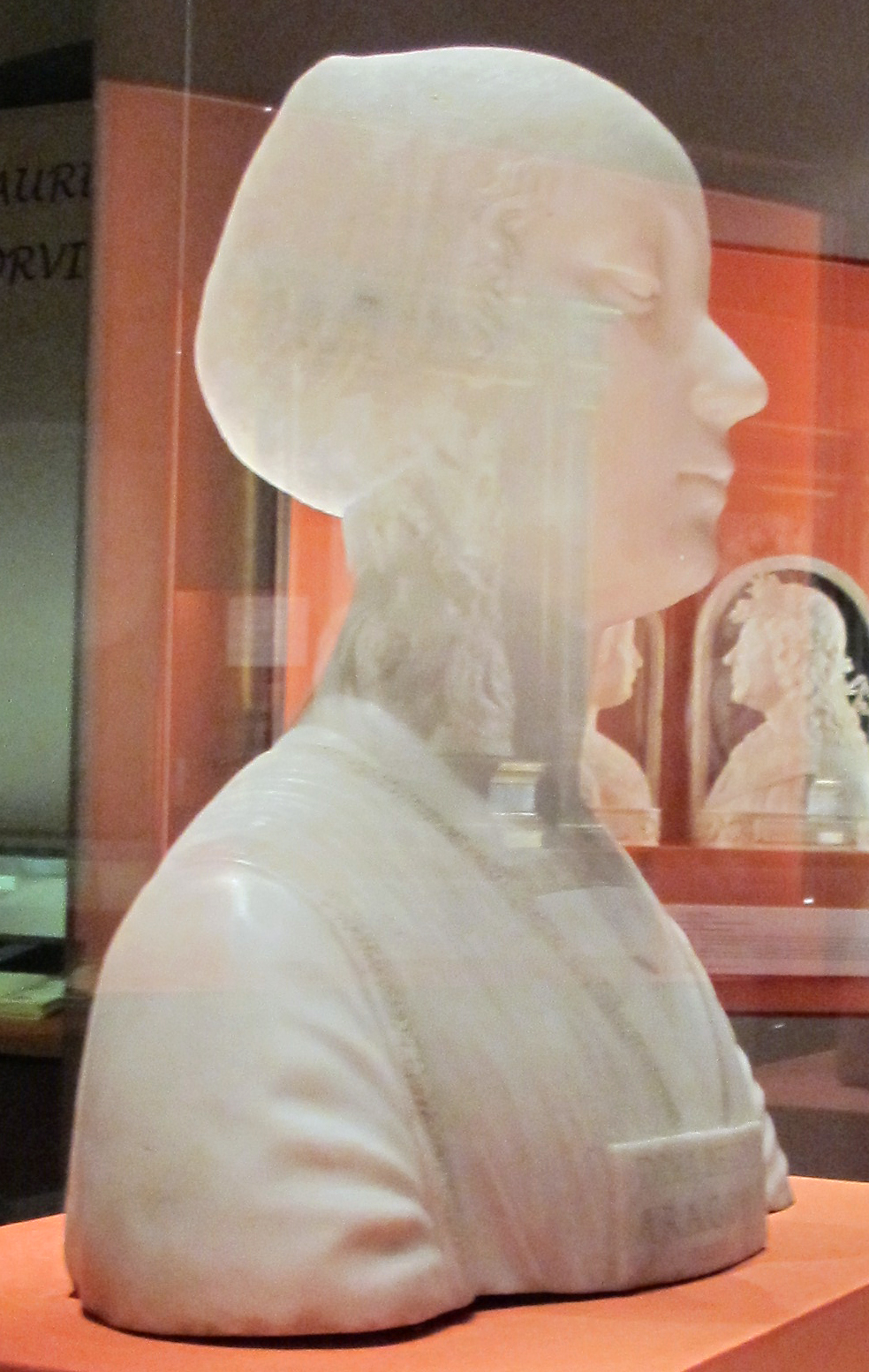
Francesco Laurana: Ritratto di Beatrice d'Aragona (1475)

Gyermeke nem született. Amikor Mátyás Corvin Jánost jelölte ki örökösének, Beatrix a maga számára követelte az utódlást. Intrikáinak volt eredménye Váradi Péter bukása, Corvin János házasságának megakadályozása. Mátyás halála után Esztergomban rendezkedett be, és Corvin Jánossal szemben II. Ulászlót támogatta, új házasság reményében. (II. Ulászló előző felesége az özvegy Brandenburgi Borbála volt, akivel nem történt meg a valódi esküvői szertartás, noha előzőleg már kötöttek egymással egy házassági szerződést.) Bakócz Tamás Beatrixot titokban összeeskette Ulászlóval, aki már korábban nyilatkozatot tett arra, hogy a házasságot nem fogja elismerni. Bakócz a szertartás szövegében szándékosan formai hibát ejtett (1490. október 4.). (A házasságot nem hálták el, mivel Ulászló még a nászéjszaka előtt faképnél hagyta újdonsült hitvesét, s később is kizárólag tanúk jelenlétében volt hajlandó találkozni Beatrixszal.) Beatrix csak az 1492. évi országgyűlés alkalmával ismerte fel, hogy kijátszották, s csupán azért akarta őt nőül venni Ulászló, hogy később igényt formálhasson majd a magyar koronára is. Anyagi helyzete rohamosan romlott, s a házasság pápai felbontása (1500. április 3.) után gúny tárgya lett. (A frigy érvénytelenítését az elhálás hiánya és a templomi szertartás során elkövetett formai hibák indokolták.) Visszavonult Itáliába, ahol bátyja, IV. Frigyes nápolyi király fogadta. Tanúja volt családja bukásának. Ischia szigetén, majd Nápolyban a Castel Capuanóban élt. Innen próbálta Ulászlóval szembeni követeléseit érvényesíteni. A nápolyi San Pietro Martire monostorában temették el. (1502-ben Ulászló ismét megnősült, ezúttal Candale-i Annát vette feleségül, aki a francia király, XII. Lajos rokona volt. Anna két gyermekkel ajándékozta meg férjét: 1503-ban egy lánnyal, Annával, majd 1506-ban egy fiúval, Lajossal.)

## Sírja
Beatrixot 1508. szeptember 23-án bekövetkezett halála után a nápolyi San Pietro Martire-templomban temették el. Egyes források szerint az elhunyt királyné végakarata az volt, hogy a Santa Maria de Poblet-templomban, a katalán–aragón királyok temetkezési helyén leljen végső nyugalomra. A végakarat végrehajtására azonban csak sokkal később, 1671-ben került sor, a pápa hozzájárulásával. A templomot azonban felgyújtották és kirabolták, a királysírokat pedig kincsek után kutatva felfeszítették, a csontokat összekeverve. Végül a maradványokat összeszedték, és 1843-ban a tarragonai székesegyházba szállították. A pobleti királysírokat 1941–52 között helyreállították, ám a maradványok azonosítását nem tartották lehetségesnek. Végül így helyezték vissza a csontokat az eredeti helyükre, beleértve Aragóniai Beatrix maradványait is.

## Emlékezete
- Surányi Miklós  A nápolyi asszony című regényében ír róla.[22]